# 圆叶珍珠花
圆叶珍珠花（学名：Lyonia doyonensis）为杜鹃花科珍珠花属下的一个种。

## 扩展阅读
- 維基物種上的相關：圆叶珍珠花